# Mondial de l'Automobile 2006

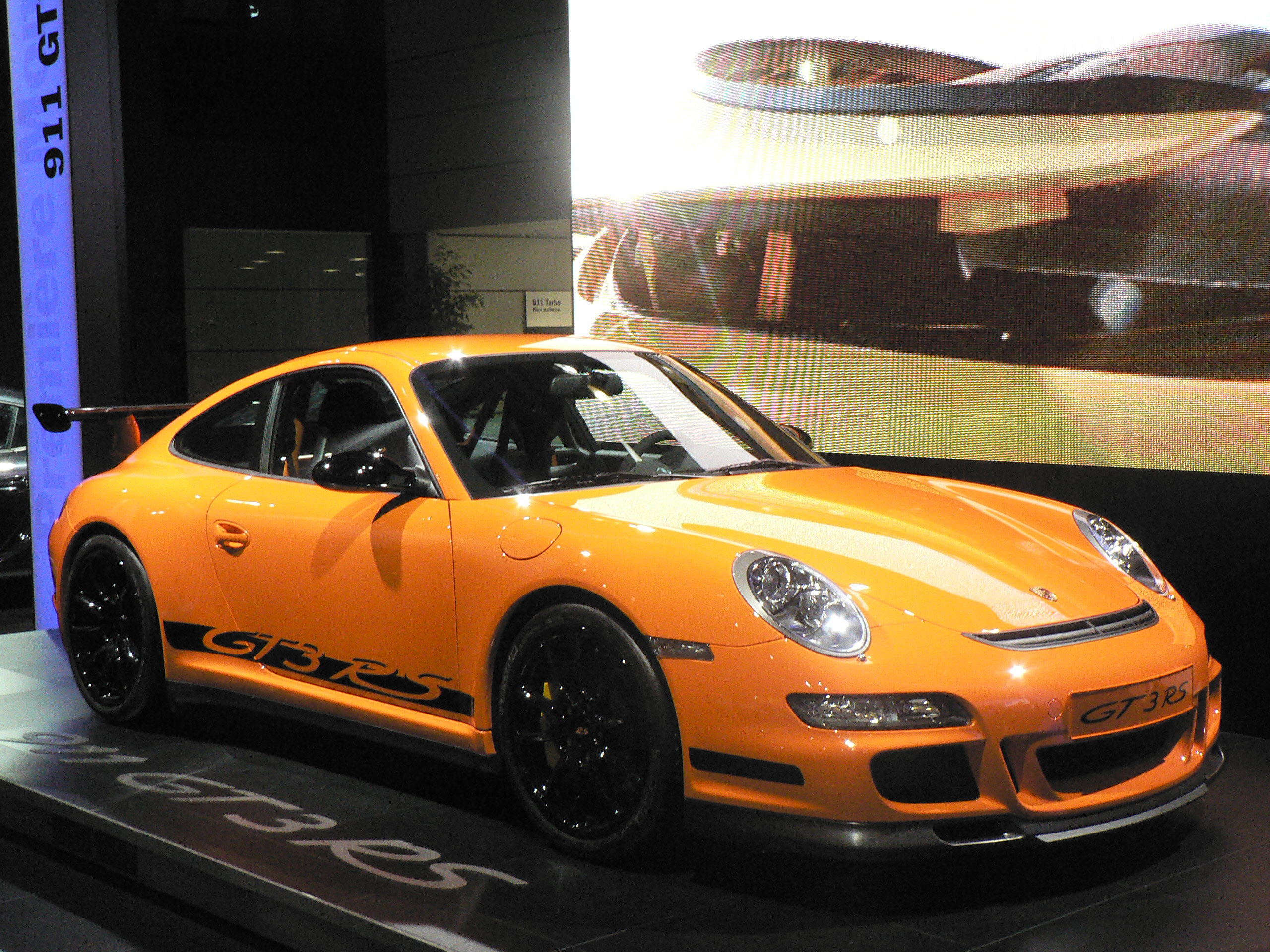
De Porsche 997 in het autosalon

Mondial de l'Automobile 2006 is de editie in 2006 van het tweejaarlijks autosalon Mondial de l'Automobile. Het autosalon vond, net als elke andere editie, plaats in de Franse hoofdstad Parijs. Het ging door van 30 september tot 15 oktober.